# Lijst van Tweede Kamerleden 1982-1986

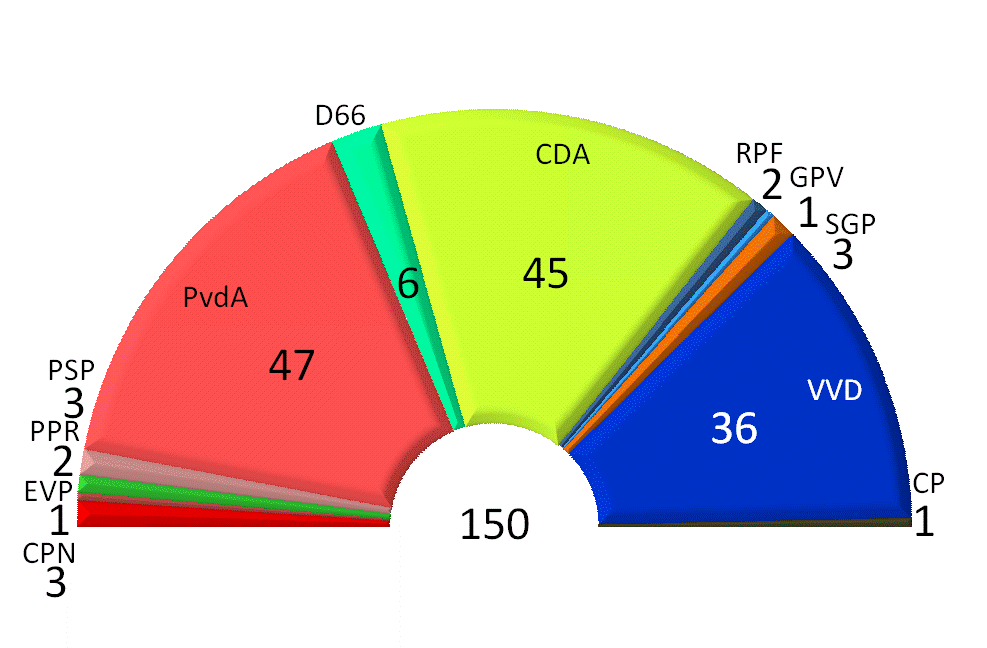
Samenstelling Tweede Kamer 1982-1986

De samenstelling Tweede Kamer 1982-1986 is een lijst van leden van de Tweede Kamer in de periode tussen de Tweede Kamerverkiezingen van 8 september 1982 en die van 21 mei 1986. De zittingsperiode liep van 16 september 1982 tot 4 juni 1986. Aan de regering stond het kabinet-Lubbers I. Er waren 150 Tweede Kamerzetels.
De partijen staan in volgorde van grootte. De politici staan in alfabetische volgorde, uitgezonderd de fractievoorzitter, die telkens vetgedrukt als eerste van zijn of haar partij vermeld staat.

## Gekozen bij de verkiezingen van 8 september 1982

### PvdA(47 zetels)
- Joop den Uyl, fractievoorzitter
- Kees van den Anker
- Relus ter Beek
- Harry van den Bergh
- Rie de Boois
- Flip Buurmeijer
- Frits Castricum
- Ien Dales[1]
- Marcel van Dam
- Jaap van der Doef
- Dick Dolman[2]
- Dirk Duinker
- Ineke Haas-Berger
- Arie van der Hek
- Eveline Herfkens
- Rein Hummel
- Wijnie Jabaaij
- Jos van Kemenade
- Henk Knol
- Hans Kombrink
- Martin Konings
- Aad Kosto
- André van der Louw
- Wim Meijer
- Frans Moor
- Ina Müller-van Ast
- Frits Niessen
- David van Ooijen
- Schelto Patijn
- Stan Poppe
- Wilfried de Pree
- Hessel Rienks
- Nora Salomons
- Bonno Spieker
- Bram Stemerdink
- Piet Stoffelen
- Rob Tazelaar
- Ed van Thijn
- René Toussaint
- Elske ter Veld
- Henk Veldhoen
- Klaas de Vries
- Jules de Waart
- Jacques Wallage
- Thijs Wöltgens
- Joop Worrell
- Kees Zijlstra

### CDA(45 zetels)
- Ruud Lubbers, fractievoorzitter
- Dries van Agt
- Harry Aarts
- Marius van Amelsvoort
- Ton van Baars
- Marten Beinema
- Hans de Boer
- Joep de Boer[1]
- Gerrit Braks
- Hans van den Broek
- Gerrit Brokx[2]
- Dien Cornelissen
- Gerrit van Dam
- Wim Deetman
- Kees van Dijk
- Stef Dijkman[1]
- Hanske Evenhuis-van Essen[1]
- Huib Eversdijk
- Sytze Faber
- Ton Frinking[1]
- Til Gardeniers-Berendsen[2]
- Gerrit Gerritse
- Louw de Graaf
- Hans Gualthérie van Weezel
- Ben Hennekam
- Ad Hermes[1]
- Ben Hermsen
- Jan van Houwelingen
- Jan de Koning
- Jeltien Kraaijeveld-Wouters
- Jan Krajenbrink
- Willem de Kwaadsteniet[1]
- Gerard van Leijenhorst
- René van der Linden
- Wim Mateman
- Jan van Noord
- Ria Oomen-Ruijten
- Job de Ruiter
- Piet van der Sanden
- Rob van den Toorn
- Thijs van Vlijmen
- Bert de Vries
- Steef Weijers
- Frans Wolters
- Piet van Zeil[1]

### VVD(36 zetels)
- Ed Nijpels, fractievoorzitter
- Gijs van Aardenne
- Pol de Beer
- Jan Dirk Blaauw
- Piet Blauw
- Frits Bolkestein
- Reinier Braams
- Dick Dees
- Wim van Eekelen
- Broos van Erp
- Albert-Jan Evenhuis
- Nell Ginjaar-Maas
- Frank de Grave
- Loek Hermans
- Huub Jacobse
- Theo Joekes
- Annemarie Jorritsma-Lebbink
- Wim Keja
- Henk Koning
- Rudolf de Korte
- Benk Korthals
- Neelie Kroes
- Robin Linschoten
- Greetje den Ouden-Dekkers
- Ad Ploeg
- Len Rempt-Halmmans de Jongh
- Jos van Rey
- Koos Rietkerk
- Jaap Scherpenhuizen
- Erica Terpstra
- Max Tripels
- Jan te Veldhuis
- Joris Voorhoeve
- Harry Waalkens
- Frans Weisglas
- Jan-Kees Wiebenga

### D'66(6 zetels)
- Laurens-Jan Brinkhorst, fractievoorzitter
- Maarten Engwirda
- Louise Groenman[1]
- Ineke Lambers-Hacquebard
- Gerrit Mik[1]
- Elida Tuinstra

### PSP(3 zetels)
- Fred van der Spek, fractievoorzitter
- Andrée van Es
- Wilbert Willems

### SGP(3 zetels)
- Henk van Rossum, fractievoorzitter
- Cor van Dis jr.
- Bas van der Vlies

### CPN(3 zetels)
- Ina Brouwer, fractievoorzitter
- Evelien Eshuis
- Gijs Schreuders (tot 6 september 1983)

### PPR(2 zetels)
- Ria Beckers, fractievoorzitter
- Peter Lankhorst

### RPF(2 zetels)
- Meindert Leerling, fractievoorzitter
- Aad Wagenaar

### Centrumpartij(1 zetel)
- Hans Janmaat, fractievoorzitter

### GPV(1 zetel)
- Gert Schutte, fractievoorzitter

### EVP(1 zetel)
- Cathy Ubels, fractievoorzitter

## Bijzonderheden
- Hein Roethof (PvdA) nam zijn verkiezing als Tweede Kamerlid niet aan. Zijn opvolgster Ien Dales werd op 16 september 1982 geïnstalleerd.
- Jan Terlouw en Erwin Nypels (beiden D'66) namen hun verkiezing niet aan vanwege de grote nederlaag die hun partij bij de verkiezingen had geleden. Hun opvolgers Louise Groenman en Gerrit Mik werden op 16 september 1982 geïnstalleerd.
- Joost van Iersel, Minouche Janmaat-Abee, Clemens Bosman, Hajé Schartman, Ad Lansink, Gerard van Muiden en Jan Buikema (allen CDA) namen hun verkiezing als Tweede Kamerlid niet aan. Hun opvolgers Piet van Zeil, Stef Dijkman, Ton Frinking, Willem de Kwaadsteniet, Ad Hermes, Joep de Boer en Hanske Evenhuis-van Essen werden op 16 september 1982 geïnstalleerd.

## Tussentijdse mutaties

### 1982
- 4 november: Kees van den Anker (PvdA) overleed. Zijn opvolger Hans Alders werd op 11 november dat jaar geïnstalleerd.
- 4 november: Ruud Lubbers, Hans van den Broek, Job de Ruiter, Jan de Koning, Wim Deetman, Gerrit Braks (allen CDA), Gijs van Aardenne, Koos Rietkerk en Neelie Kroes (allen VVD) namen ontslag vanwege hun benoeming tot minister in het kabinet-Lubbers I. Hun opvolgers waren Mieke Andela-Baur, Fred Borgman, Jan Buikema, Vincent van der Burg, Henk Couprie, Frans Jozef van der Heijden (allen CDA), Hans Dijkstal, Jan Franssen en Sari van Heemskerck Pillis-Duvekot (allen VVD). Allen werden op 11 november dat jaar geïnstalleerd. Ruud Lubbers werd als fractievoorzitter van het CDA op 4 november 1982 opgevolgd door Bert de Vries.
- 5 november: Piet van Zeil, Jan van Houwelingen, Louw de Graaf, Gerard van Leijenhorst, Gerrit Brokx (allen CDA), Wim van Eekelen, Henk Koning, Nell Ginjaar-Maas en Frits Bolkestein (allen VVD) namen ontslag vanwege hun benoeming tot staatssecretaris in het kabinet-Lubbers I. Hun opvolgers waren Joost van Iersel, Ad Lansink, Durk van der Mei, Jan Nijland, Hajé Schartman (allen CDA), Margreet Kamp, Bouke van der Kooij, Herman Lauxtermann en Anne-Marie Lucassen-Stauttener (allen VVD). Allen werden op 11 november dat jaar geïnstalleerd.
- 8 november: Marius van Amelsvoort (beiden CDA), Jaap Scherpenhuizen en Ad Ploeg (beiden VVD) namen ontslag vanwege hun benoeming tot staatssecretaris in het kabinet-Lubbers I. Hun opvolgers waren Jan Nico Scholten (CDA), Ad Nijhuis en Jaap Metz (beiden VVD). Scholten en Nijhuis werden op 11 november dat jaar geïnstalleerd, Metz op 22 november.
- 10 november: Laurens Jan Brinkhorst (D'66) vertrok uit de Tweede Kamer vanwege zijn benoeming tot hoofd van de delegatie van de Europese Gemeenschappen in Japan. Hij werd als fractievoorzitter van D'66 op 10 december dat jaar opgevolgd door Maarten Engwirda. Zijn opvolger als Tweede Kamerlid, Erwin Nypels, werd op 11 november dat jaar geïnstalleerd.

### 1983
- 23 februari: Til Gardeniers-Berendsen (CDA) nam ontslag vanwege haar benoeming tot lid van de Raad van State. Haar opvolger Ton de Kok werd op 1 maart dat jaar geïnstalleerd.
- 13 maart: Hans de Boer (CDA) nam ontslag vanwege zijn benoeming tot burgemeester van Haarlemmermeer. Zijn opvolgster Frouwke Laning-Boersema werd op 16 maart dat jaar geïnstalleerd.
- 16 april: André van der Louw (PvdA) nam ontslag vanwege zijn benoeming tot voorzitter van het Openbaar Lichaam Rijnmond. Zijn opvolger Piet de Visser werd op 19 april dat jaar geïnstalleerd.
- 16 juni: Dries van Agt (CDA) nam ontslag vanwege zijn benoeming tot Commissaris van de Koningin in Noord-Brabant. Zijn opvolger Walter Paulis werd dezelfde dag nog geïnstalleerd.
- 16 juni: Ed van Thijn (PvdA) nam ontslag vanwege zijn benoeming tot burgemeester van Amsterdam. Zijn opvolgster Jeltje van Nieuwenhoven werd dezelfde dag nog geïnstalleerd.
- 30 augustus: Ineke Lambers-Hacquebard (D'66) nam ontslag om persoonlijke redenen. Haar opvolger Dick Tommel werd dezelfde dag nog geïnstalleerd.
- 6 september: Gijs Schreuders (CPN) vertrok uit de Tweede Kamer vanwege politieke meningsverschillen met zijn fractiegenoten en het bestuur van zijn partij. Zijn opvolger Marius Ernsting werd een dag later geïnstalleerd.
- 7 december: Dirk Duinker (PvdA) overleed. Zijn opvolger Henk Vos werd op 13 december dat jaar geïnstalleerd.
- 8 december: Jan Nico Scholten en Stef Dijkman (beiden CDA) braken na politieke meningsverschillen met hun fractie. Ze gingen verder als Groep Scholten/Dijkman, met Scholten als fractievoorzitter.

### 1984
- 16 juni: Schelto Patijn (PvdA) nam ontslag vanwege zijn benoeming tot Commissaris van de Koningin in Zuid-Holland. Zijn opvolger Willem Vermeend werd op 19 juni dat jaar geïnstalleerd.
- 26 juni: Durk van der Mei (CDA) nam ontslag vanwege zijn benoeming tot voorzitter van de Raad voor Vastgoedinformatie. Zijn opvolger Gerard van Muiden werd dezelfde dag nog geïnstalleerd.
- 1 september: Jos van Kemenade (PvdA) nam ontslag vanwege zijn benoeming tot voorzitter van het College van Bestuur van de Universiteit van Amsterdam. Zijn opvolger Frans Leijnse werd op 4 september dat jaar geïnstalleerd.
- 15 oktober: Hans Janmaat werd door de Centrumpartij geroyeerd en ging verder als Groep Janmaat. De Centrumpartij verloor hierdoor haar vertegenwoordiging in het parlement.

### 1985
- 17 januari: Harry Waalkens (VVD) overleed. Zijn opvolger Jan Bruggeman werd op 31 januari dat jaar geïnstalleerd.
- 22 januari: Sytze Faber (CDA) nam ontslag vanwege zijn benoeming tot burgemeester van Hoogeveen. Zijn opvolgster Minouche Janmaat-Abee werd dezelfde dag nog geïnstalleerd.
- 18 april: Stef Dijkman verliet de Groep Scholten/Dijkman en sloot zich aan bij de fractie van de PPR. Jan Nico Scholten vormde vervolgens de eenmansfractie Groep Scholten.
- 23 april: Aad Wagenaar trad na problemen met fractiegenoot Meindert Leerling uit de fractie van de RPF uit onvrede over de beginselen van de partij. Hij ging verder als onafhankelijke fractie Groep Wagenaar.
- 1 september: Jan Buikema (CDA) nam ontslag vanwege zijn benoeming tot ambtenarenrechter. Zijn opvolger Clemens Bosman werd op 24 september dat jaar geïnstalleerd.
- 14 december: Fred van der Spek (PSP) werd als fractievoorzitter van zijn partij opgevolgd door Andrée van Es.

### 1986
- 21 januari: Fred van der Spek verliet de fractie van de PSP en vormde de Groep Van der Spek, uit onvrede met de verkiezing van Andrée van Es tot lijsttrekker voor de aanstaande Tweede Kamerverkiezingen.
- 22 januari: Marcel van Dam (PvdA) nam ontslag vanwege zijn benoeming tot voorzitter van de VARA. Zijn opvolger Hein Roethof werd op 28 januari dat jaar geïnstalleerd.
- 1 maart: Jaap van der Doef (PvdA) nam ontslag vanwege zijn benoeming tot burgemeester van Vlissingen. Zijn opvolger Willem Sloots werd op 4 maart dat jaar geïnstalleerd.
- 12 maart: Rudolf de Korte (VVD) nam ontslag vanwege zijn benoeming tot minister in het kabinet-Lubbers I. Zijn opvolgster Els de Graaff-van Meeteren werd een dag later geïnstalleerd.